# Marija Šestić
Marija Šestić (Bania Luka, Bosnia y Herzegovina, 5 de mayo de 1987) es una famosa cantante y pianista de Bosnia y Herzegovina. Ella es la hija de Dušan Šestić, quien es el autor del Himno Nacional de Bosnia y Herzegovina. 
Marija fue elegida para presentar su país en Festival de la Canción de Eurovisión 2007 en Helsinki con la canción «Rijeka bez imena» (El río sin nombre). Ella ocupó el 11º lugar con 106 puntos.